# Kirundo (provins)
Kirundo är en av Burundis 18 provinser. Huvudorten är Kirundo.
Området har i början av 2000-talet drabbats av torka vilket har gjort att FN tvingats ge nödhjälp. I provinsen ligger flera olika sjöar vilket är mycket ovanligt i landet.